# Správní obvod obce s rozšířenou působností Valašské Klobouky
Správní obvod obce s rozšířenou působností Valašské Klobouky je od 1. ledna 2003 jedním z pěti správních obvodů rozšířené působnosti obcí v okrese Zlín ve Zlínském kraji. Čítá 20 obcí. Člení se na dva správní obvody obcí s pověřeným obecním úřadem, jimiž jsou města Valašské Klobouky a Brumov-Bylnice.
V rámci Zlínského kraje sousedí se správními obvody ORP Luhačovice, Vizovice a Vsetín. Na jihovýchodě hraničí se Slovenskem.

## Seznam obcí
Poznámka: Města jsou vyznačena tučně.

#### POÚ Brumov-Bylnice
- Brumov-Bylnice
- Jestřabí
- Návojná
- Nedašov
- Nedašova Lhota
- Rokytnice
- Štítná nad Vláří-Popov

#### POÚ Valašské Klobouky
- Drnovice
- Haluzice
- Křekov
- Loučka
- Poteč
- Študlov
- Tichov
- Újezd
- Valašské Klobouky
- Valašské Příkazy
- Vlachova Lhota
- Vlachovice
- Vysoké Pole

## Obyvatelstvo
| Rok  | Obyv.  | ± %    |
| ---- | ------ | ------ |
| 1869 | 16 585 | —      |
| 1880 | 17 355 | +4,6 % |
| 1890 | 17 764 | +2,4 % |
| 1900 | 18 705 | +5,3 % |
| 1910 | 18 970 | +1,4 % |

| Rok  | Obyv.  | ± %     |
| ---- | ------ | ------- |
| 1921 | 18 750 | −1,2 %  |
| 1930 | 19 663 | +4,9 %  |
| 1950 | 19 686 | +0,1 %  |
| 1961 | 23 355 | +18,6 % |
| 1970 | 23 540 | +0,8 %  |

| Rok  | Obyv.  | ± %    |
| ---- | ------ | ------ |
| 1980 | 23 789 | +1,1 % |
| 1991 | 23 701 | −0,4 % |
| 2001 | 24 215 | +2,2 % |
| 2011 | 22 991 | −5,1 % |
| 2021 | 21 872 | −4,9 % |